# Centaurea trachonitica
Centaurea trachonitica là một loài thực vật có hoa trong họ Cúc. Loài này được Post mô tả khoa học đầu tiên.